# Número casi perfecto

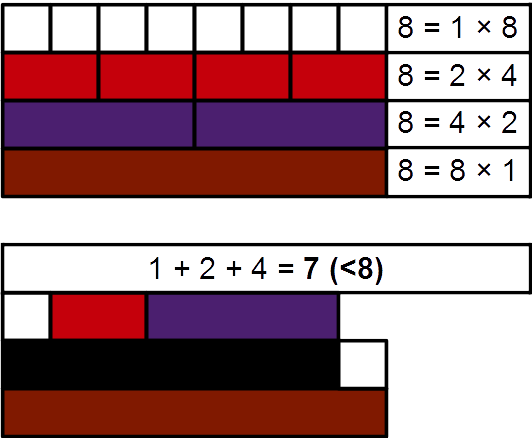
Demostración mediante varillas de Cuisenaire del 8 como número deficiente.

En teoría de números, un número casi perfecto es un número natural n donde la suma de todos sus divisores (la función suma de divisores σ(n)) es igual a 2n - 1, siendo entonces la suma de todos los divisores propios de n, s(n) = σ(n) − n, igual a n − 1. Los únicos números casi perfectos conocidos son las potencias de 2 con exponentes no negativos. Por lo tanto, el único número casi perfecto impar conocido es 20 = 1, y los únicos números casi perfectos pares son aquellos de la forma 2k para algún número k positivo. Sin embargo, no se ha demostrado que no existen números casi perfectos que no sean potencias de dos. Se sabe que si un número casi perfecto impar es mayor a 1, debe tener por lo menos 6 factores primos.
Si m es un número casi perfecto impar, entonces m(2m-1) es un número de Descartes.